# Podpeč pri Šentvidu
Podpeč pri Šentvidu je naselje v Občini Šentjur. Je majhno, v osnovi gručasto naselje med vznožjem Bohorja na jugu in Pečinami (602 m) na severu. 
Število prebivalcev po popisih:
| 1869 | 1880 | 1890 | 1900 | 1910 | 1931 | 1948 | 1953 | 1961 | 1971 | 1981 | 1991 | 2002 | 2013 | 2016 |
| 127  | 120  | 134  | 129  | 119  | 96   | 94   | 94   | 73   | 74   | 77   | 67   | 69   | 57   | 52   |

Sodi v KS Planina pri Sevnici, bližnja fara pa je Šentvid. Ljudje se deloma ukvarjajo s kmetijstvom, večina pa je zaposlenih izven kmetijstva (Planina pri Sevnici, Šentjur, Celje...). Naselju pripadajo zaselki Grabne, Jez, Podjasen in Zakelj.